# 1981 na literatura

## Eventos
- 1 de Janeiro - Lançada, em João Pessoa, Paraíba, a revista Tribuna Espírita.

## Livros
| Data | Livro                                                  | Autor                       | Gênero                       | Observação                                                | Ref |
| ---- | ------------------------------------------------------ | --------------------------- | ---------------------------- | --------------------------------------------------------- | --- |
|      | O Analista de Bagé                                     | Luís Fernando Veríssimo     |                              |                                                           |     |
|      | Os Novos Feminismos: Interrogação para os Cristãos     | Maria de Lourdes Pintasilgo |                              |                                                           |     |
|      | Iconografia dos Deuses Africanos no Candomblé de Bahia | Carybé                      |                              |                                                           |     |
|      | Os Pensamentos                                         | Georges Wolinski            | banda desenhada              |                                                           |     |
|      | Cujo e Danse Macabre                                   | Stephen King                |                              |                                                           |     |
|      | As Aventuras de Nina, a Elefanta Esquisita             | Miguel M. Abrahão           | romance infanto-juvenil      |                                                           |     |
|      | A Asa Esquerda do Anjo                                 | Lya Luft                    | romance                      |                                                           |     |
|      | Bisa Bia, Bisa Bel                                     | Ana Maria Machado           | livro infanto-juvenil        | Prêmio Maioridade Crefisul, Crefisul (Originais Inéditos) |     |
|      | Crônica de uma Morte Anunciada                         | Gabriel García Márquez      |                              |                                                           |     |
|      | Cão Raivoso                                            | Stephen King                |                              |                                                           |     |
|      | Dança Macabra                                          | Stephen King                |                              |                                                           |     |
|      | A Guerra do Fim do Mundo                               | Mario Vargas Llosa          |                              |                                                           |     |
|      | O Imperador-Deus de Duna                               | Frank Herbert               |                              |                                                           |     |
|      | Largo do Desterro                                      | Josué Montello              |                              |                                                           |     |
|      | O Mistério do Cinco Estrelas                           | Marcos Rey                  |                              |                                                           |     |
|      | O Mulo                                                 | Darcy Ribeiro               |                              |                                                           |     |
|      | Não Verás País Nenhum                                  | Ignácio de Loyola Brandão   |                              |                                                           |     |
|      | Projecto Papa                                          | Clifford D. Simak           | romance de ficção científica |                                                           |     |
|      | Quando Coisas Ruins Acontecem às Pessoas Boas          | Harold Kushner              |                              |                                                           |     |

## Prêmios, recordes e vendas
- Joan D. Vinge conquista o Prémio Hugo, com The Snow Queen.
- Nobel de Literatura - Elias Canetti.
- Prémio Machado de Assis - Ayres da Matta Machado Filho

## Nascimentos
| Data           | Nome          | Profissão             | Nacionalidade | Observações | Ref |
| -------------- | ------------- | --------------------- | ------------- | ----------- | --- |
| 16 de dezembro | Mário Gerson  | jornalista e escritor | Brasil        |             |     |
| ??             | Adebayo Vunge | jornalista e escritor | Angola        |             |     |

## Mortes
| Data            | Nome               | Profissão  | Nacionalidade  | Observações | Ref |
| --------------- | ------------------ | ---------- | -------------- | ----------- | --- |
| 9 de Janeiro    | A.J. Cronin        | escritor   | Escócia        | n. 1896     |     |
| 19 de Fevereiro | Osvaldo Orico      | escritor   | Brasil         | n. 1900     |     |
| 9 de Maio       | Nelson Algren      | romancista | Estados Unidos | n. 1909     |     |
| 1 de Julho      | Carlos de Oliveira | escritor   | Portugal       | n. 1921     |     |
| 19 de Julho     | José María Pemán   | escritor   | Espanha        | n. 1898     |     |
| 18 de Agosto    | Carolina Nabuco    | escritora  | Brasil         | n. 1890     |     |
| 12 de Setembro  | Eugenio Montale    | escritor   | Itália         | n. 1896     |     |